# Предслава Святополковна
Предслава Святополковна (венг. Predszláva; кон. XI в. — 1-я пол. XII в.) — княжна из рода Рюриковичей, жена венгерского принца Альмоша, мать короля Венгрии Белы II Слепого.
Предслава была дочерью великого князя киевского Святополка II Изяславича и его первой жены — вероятно, дочери чешского князя Спытигнева II. Известно, что Святополк женился во второй раз в 1094 году — соответственно, Предслава не могла родиться позднее этой даты. Учитывая дату брака Предславы (1104 год) можно сделать вывод, что она родилась в конце 1080-х — начале 1090-х годов.
21 августа 1104 года, в 8-летнем возрасте, Предслава вышла замуж за венгерского принца Альмоша (1075—1127), князя Нитранского, младшего брата короля Кальмана (Коломана) I Книжника. Альмош претендовал на венгерскую и хорватскую короны, которые считал несправедливо отнятыми у него, и интриговал и восставал против брата. Свадьба с Предславой была продиктована его стремлением заручиться поддержкой Руси в этой борьбе. Однако в своих попытках захватить престол Альмош неизменно терпел неудачи.
В 1107/1108 годах, когда после очередного восстания Кальман отобрал у него Нитранское княжество, Альмош совершил паломничество в Святую Землю. По возвращении оттуда он бежал в Германию, чтобы заручиться поддержкой этой страны в своей борьбе. Неизвестно, была ли с ним в этих странствиях Предслава, но, судя по датам рождения детей, в 1108 году она ещё была жива. В конце концов выведенный из терпения интригами Альмоша король Кальман в 1115 году приказал ослепить его и его сына Белу и заточить их в монастырь. Вскоре Кальман умер, и Альмош бежал в Византию, где и скончался. О судьбе Предславы ничего не известно.
У Альмоша и Предславы было трое детей:
- Аделаида (Адлета) (1105/1107 — 15 сентября 1140), с ок. 1123 года жена чешского короля Собеслава I;
- Хедвига (София) (ок. 1107—1138), с 1132 года жена Адальберта (1107—1137), старшего сына Леопольда III Святого, маркграфа Австрийского;
- Бела II Слепой (1108 — 13 февраля 1141), король Венгрии с 1131 года.